# فور
الفور (التورا: fòòrà)(بالإنجليزية: Fūr)، هي مجموعة عرقية  وهي فصيل من القبائل النوبية هاجرت من شمال السودان الي منطقة مروي وكذلك تقطن في الغالب الاعم في إقليم غرب السودان . ويتركزون في إقليم غرب السودان و يشكلون أكبر مجموعة عرقية. ويتحدثون اللغة النوبية، التي تنتمي إلى عائلة نيلو الصحراء. و يتواجدون في غرب إقليم غرب السودان  ويقطنون منطقة إقليم غرب السودانويعيشون على الزراعة ولغتهم الأم هي اللغة النوبية كما أنهم يتقنون اللغة العربية.و يدين الفور او التورا الدين الإسلامي. وقد سميت منطقة دارفور بهذا الاسم نسبة لهم وتعني دار الفور. ويبلغ عددهم حوالي نصف مليون نسمة بحسب تقديرات سنة 1983. وبحلول عام 2004 بلغ عددهم 774 ألف نسمة.

## ملخص

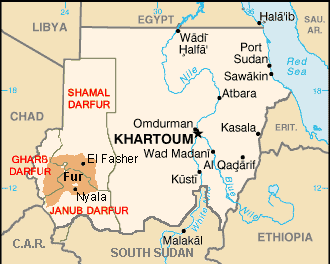
المنطقة التقليدية للفور

علم حركة الفور الوطنية

الفور هم أكبر جماعة عرقية في إقليم دارفور بغرب السودان . ويشار إليهم أحيانًا بأسماء فورا أو فرودنوجا أو فوراوي أو كونجارا. إنهم شعب زراعي نشط ويمكنهم أيضًا رعي الماشية. وطورت بعض عائلات الفور التي جمعت قطيعًا كبيرًا من الماشية أسلوب حياة أكثر بدوية مثل أسلوب حياة جيرانهم الرعاة، عرب البقارة.و ثقافيًا، يُعتبر رعاة الماشية الفور من البقارة. الفور هم من المسلمين السنة اسميا يتبعون المذهب المالكي للشريعة الإسلامية.
وهم من سكان غرب السودان يمارسون الرعي والزراعة المستقرة، وخاصة زراعة الدخن. ومجتمعهم مجتمع تقليدي يحكمه شيوخ القرية.و يتحدثون الفور، وهي لغة نيلية صحراوية، وهم مسلمون،و بعد أن تبنوا الدين بعد غزو المنطقة من قبل إمبراطورية كانم-برنو خلال العصور الوسطى . بعضهم أتى ليتحدث اللغة العربية في السنوات الأخيرة.
يأتي اسم دارفور من اسم هذه المجموعة العرقية ويعني «موطن الفور». معظم حكام معروفة دارفور مثل ديرياج والتيجاني سيسي الأعضاء في الفراء. أسس الفور سلطنة دارفور التاريخية التي حكمت دارفور حتى عام 1916 (انظر تاريخ دارفور ).
أسس عبد الواحد النور، أحد قادة الفور، حركة تحرير السودان والجيش. زعيم آخر من الفور، اعتبارًا من 2007 هو احمد عبد الشافي (طوبا).
تعتبر المنطقة الجبلية المحيطة بجبل سو وجبل مرة وادي صالح و زالنجى او زالنجقا معقل الفور التقليدي. اليوم، ومع ذلك، يعيش معظمهم في البلد السفلي غرب وجنوب غرب تلك المنطقة، بين 11-14 شمالًا و 23-26 هـ. يعيش بعض الفور عبر الحدود في تشاد، وكثير منهم من اللاجئين.
أدى أسلوب حياة الفور إلى صراع مع البدو الرحل البقارة، رعاة الماشية في المنطقة، فيما يتعلق بالحصول على المياه والمراعي، لا سيما في جبال مرة وسط دارفور حيث توجد أفضل الأراضي الزراعية. لقد كان هذا مصدر توترات عرقية لسنوات عديدة، وبلغت ذروتها في نزاع دارفور الذي بدأ في عام 2003.
تم ذبح العديد من القرويين الفور في القتال العرقي مثل المهرية وترجم وقسمت القبائل حتى الأراضي التي احتلت من الفور، في 3 سبتمبر 2007 ووفقا لنيويورك تايمز نقلا عن مسؤولين في الأمم المتحدة والناجين الفور.

## لغة
يتكلم الفور لغة الفور التي تنتمي إلى عائلة نيلو الصحراء. كما يتحدثون العربية كلغة مشتركة.
لا يوجد نص مكتوب أو رمزي للغة الفور. لقد استخدموا مؤخرًا الأحرف العربية أو اللاتينية لوضع اللغة في شكل مكتوب.
تشمل التحيات الشائعة ما يلي:
- أفيلاكوا: صباح الخير
- أفيلاكونو: مساء الخير

غالبًا ما تستخدم الطبول الثقيلة أثناء إلقاء الخطب والعناوين العامة الأخرى.

## فن

### الفن اليدوي

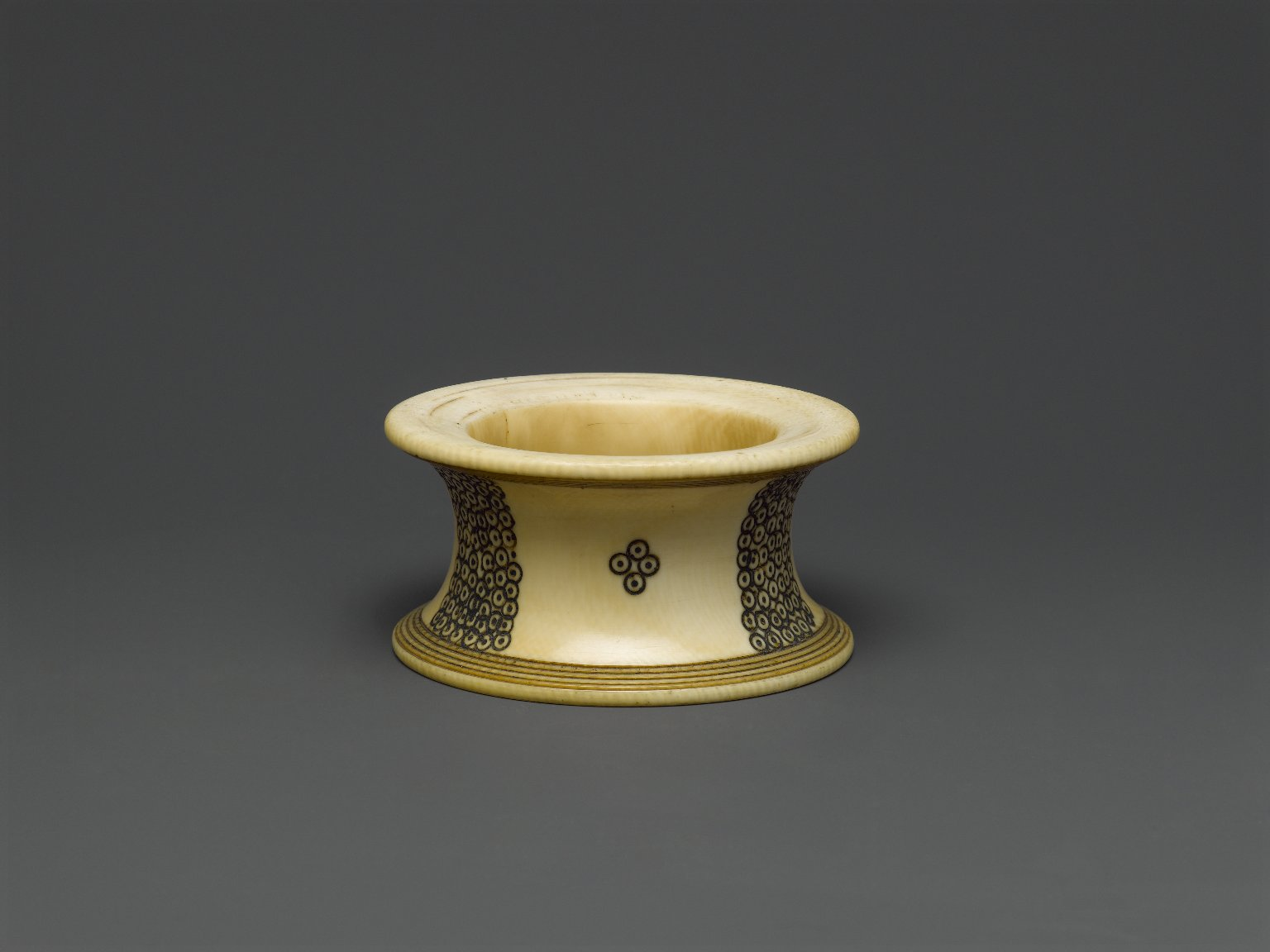
أساور عاجية صنعت من قبل قبيلة الفور/دارفور بالسودان

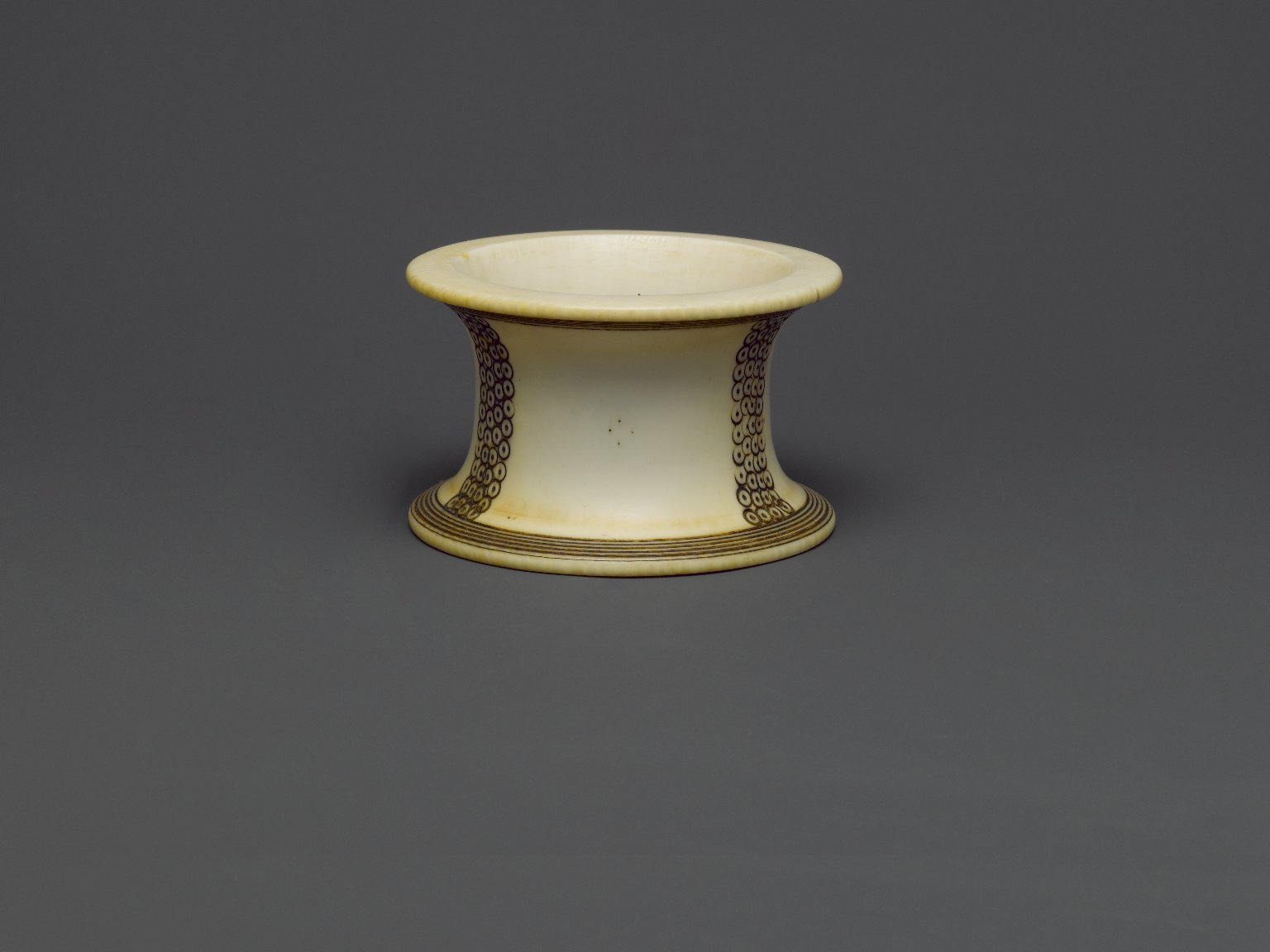

يصنع أهل الفور الفن والأواني اليدوية الخاصة بهم. ومنها التلك الذي يستخدم في تنظيف الأواني ( يشبه التلك الإسفنج) البتولا، وهي سجادة للجلوس ؛ والجادة وهي صحن أو سلطانية خشبية تستخدم للمناسبات الهامة.والبرتال وهو اغطيه دائريه الشكل تصنع من السعف الملون لتغطيه اواني الطعام ويصنع باحجام مختلفه

### الموسيقى والقصص والترفيه
بين أفراد الفور، تُروى القصص للحفاظ على الأطفال في مأمن من العالم الخارجي. تم تصميم هذه القصص لإبقاء الأطفال بالقرب من المنزل. في بعض القصص، يُقال للأطفال أنهم إذا خرجوا في الصباح سيموتون من حرارة الشمس، وفي الليل يُقال لهم إذا خرجوا، فإن حيوانًا يُدعى نياما سيأكلهم .
تحظى موسيقى الفور بشعبية كبيرة في ثقافتهم. الآلات الرئيسية هي الطبول. تُعزف الموسيقى بقرع طبول ثقيل يصاحب احتفالاتهم. بعض موسيقيي الفور المشهورين هم ؛ عبد الله كيوكا وماريوم عمو.

### البناء
يستعملون نوع شائع من العمارة في المنازل والمباني يسمى العمارة الطينية. إنهم يحفرون الطين من الأرض، ويفككونه، ويخلطونه بالماء، ويخلطون معه مواد أخرى مثل القش وسيتراكم الخليط بعد ذلك، أو يتم ضغطه على السقالات المصنوعة من الخشب، أو يُصب في قوالب بأحجام مختلفة في قوالب من الطوب. عندما يجف الطين، تبدأ عملية البناء. يتم تطبيق هذه التقنية على معظم العمارة في غرب السودان مثل البيوت الزراعية والحظائر والجدران الخارجية والقصور وحتى المساجد. لكن بسبب الرياح والأمطار، هناك حاجة مستمرة لإصلاح المباني. لذلك، لم تعد العمارة الطينية عملية بسبب هشاشتها.

### الملابس والجسم
الملابس بين أهل الفور تشبه ما يلبس في السودان. يرتدون ملابس سودانية غير رسمية مثل الجلابية. منذ زمن بعيد، عندما تم تعريب قبيلة الفور، اعتادت نساء الفور على وخز شفتهن السفلية عدة مرات حتى تبدأ الشفاه في الانتفاخ. كانت هذه الخدوش تعتبر علامة على الجمال.

### الطعام
القمح والذرة الرفيعة هي النشويات الأساسية وأيضا الخبز الخبز العربي، والكسرة، وهي فطيرة تشبه العجة وهي جزء من العشاء السوداني.
في الجنوب، يتم تقديم العشاء على طاولة منخفضة. يرافق هذه الأطباق سلطة وشطة، وهي عبارة عن مزيج بهار أحمر حار يقدم في أطباق صغيرة. بعد الوجبة تقدم الحلوى ثم الشاي. يشعل البخور في المناسبات الخاصة.

## المؤسسات
الإسلام هو الدين الرئيسي بين أهل الفور، على الرغم من أن البعض لا يزال يمارس دينه. المدارس التي تسمى (خلوة) في هذه المنطقة تقوم بتدريس القرآن . تبدأ الفصول الدراسية في عمر 6-7 سنوات ويستمرون في تعلم القرآن (وإن لم يكن في المدرسة بالكامل) لبقية حياتهم. يُمارس التعليم العادي أيضًا في هذه المدارس.
المهنة الرئيسية هي الزراعة. يزرعون القمح والأعشاب والتوابل وما إلى ذلك.

## الوضع السياسي
كانت الفور تحكمها سلطنة مستقلة. بعد الاستيلاء البريطاني في عام 1899، وافق البريطانيون على إعادة إنشاء سلطنة الفور، على يد علي دينار عندما انهارت حركة المهديين.
في الحرب العالمية الأولى، تقدمت دارفور بمحاولة الاستقلال بالتحالف مع العثمانيين ضد البريطانيين. احتل البريطانيون دارفور عام 1916.أعلن علي دينار ولاءه للإمبراطورية العثمانية ونتج عن ذلك، إلغاء البريطانيين سلطنة الفور عام 1916 بعد وفاة دينار في معركة.
كانت الحرب هي الواقع في العقود الماضية في منطقة دارفور. استمرت الحرب الأهلية حوالي 20 عامًا حتى نهاية القرن العشرين. نشأ صراع جديد في عام 2003، بمشاركة ميليشيا تُدعى الجنجويد.

## علم الوراثة
وجد تحليل الواسمات الجينية الكلاسيكية وتعدد أشكال الحمض النووي بواسطة تاي وساها (1988) أن الفور أكثر ارتباطًا بحوازمة السودان. كلا المجموعتين لهما ترددات جينية وسيطة بين تلك الخاصة بالسكان الأفرو آسيويين - البجا والغالين والخليج العربي وتلك الخاصة بالسكان المحليين من النوبة والصحراء - النوبة والنيلوتس.
وفقًا لحسن وآخرون. (2008)، حوالي 59.4٪ من الفراء هم من حاملي مجموعة هابلوغروب الأبوية E1b1b. من بين هؤلاء، 68.4٪ تحمل الفئة الفرعية V32. ما يقرب من 6.3 ٪ ينتمون أيضًا إلى مجموعة هابلوغروب J1 . يشير هذا إلى تدفق كبير للجينات الأبوية من السكان الناطقين الأفرو آسيويين المجاورين. الأفراد المتبقون من الفور هم حاملو سلالة A3b2 (31.3 ٪)، وهو أمر شائع بين النيليون.
من الناحية الأمومية، ينتمي الفور بالكامل إلى المشتقات الأفريقية من المجموعة الكبيرة ماكرو هابلوغروب L (mtDNA) وفقًا لحسن (2010). من بين هذه هابلوغروب L0، وبنسبة (15.3٪) تكون سلالات هابلوغروب L0a1 وهابلوغروب L1 الميتوكوندرية بنسبة (11.5٪) هي الأكثر شيوعًا. يشير هذا تمامًا إلى أن الإدخال الجيني إلى أجداد الفور كان غير متماثل، ويحدث بشكل أساسي من خلال الذكور الناطقين باللغة الأفرو آسيوية بدلاً من الإناث.

## روابط خارجية
- "Furs, Fors or Furani". الموسوعة الأمريكية. 1920. {{استشهاد بموسوعة}}: يحتوي الاستشهاد على وسيط غير معروف وفارغs: |HIDE_PARAMETER15=، |HIDE_PARAMETER4=، |HIDE_PARAMETER2=، |HIDE_PARAMETER21=، |HIDE_PARAMETER8=، |HIDE_PARAMETER17=، |HIDE_PARAMETER20=، |HIDE_PARAMETER5=، |HIDE_PARAMETER7=، |HIDE_PARAMETER16=، |HIDE_PARAMETER3=، |HIDE_PARAMETER22=، |HIDE_PARAMETER14=، |HIDE_PARAMETER13=، |HIDE_PARAMETER11=، |HIDE_PARAMETER10=، |HIDE_PARAMETER6=، |HIDE_PARAMETER9=، |HIDE_PARAMETER1=، |HIDE_PARAMETER23=، |HIDE_PARAMETER18=، |HIDE_PARAMETER19=، و|HIDE_PARAMETER12= (مساعدة)